# Austria Interior

Mapa de finales del siglo XVIII de la provincia de Austria Interior de los Habsburgo:
Ducado de Estiria
Ducado de Carintia
Ducado de Carniola y Marca de Istria
Condado Principesco de Gorizia y Gradisca
Ciudad Imperial de Trieste

Austria interior (en alemán: Innerösterreich, en esloveno: Notranja Avstrija, en italiano: Austria Interiore) fue un término utilizado desde finales del siglo XIV hasta comienzos del XVII para designar a los territorios patrimoniales de los Habsburgo tierras hereditarias al sur del Paso de Semmering, en referencia a los ducados Imperiales de Estiria, Carintia y Carniola y las tierras del Litoral austríaco. La residencia de los archiduques austriacos Interiores y estatúders estaba en el complejo del castillo de Burg complejo de castillo en Graz.

## Geografía
El territorio de Austria Interior se extendía desde la frontera norte con el Archiducado de Austria en la cadena principal alpina entre Alta y Baja Estiria hasta Carniola, donde los territorios de la Baja Carniola y la Carniola Blanca (la antigua Marca Víndica) hacían frontera con el Reino de Croacia. Al oeste, Carintia alcanzaba el Arzobispado de Salzburgo y el Condado de Tirol, mientras al este, el río Mur señalaba la frontera con el Reino de Hungría.
Al sur, el Condado de Gorizia, que había pasado a posesión de la Casa de Habsburgo en 1500, y Duino (Tybein) bordeaban los Domini di Terraferma Venecianos. La Ciudad Libre Imperial de Trieste en la Costa adriática enlazaba con otras pequeñas posesiones dispersas en la Marca de Istria alrededor de Pazin y del puerto libre de Rijeka (más tarde corpus separatum de Fiume) en Liburnia.

## Historia
Las tierras de Estiria ya habían sido gobernadas en unión personal por los duques de Austria de la casa Babenberg desde 1192 y fueron finalmente integradas en el territorio austriaco por Rodolfo I de Alemania tras su victoria en 1278 en la batalla de Marchfeld. En 1335, su nieto Alberto II de Austria recibió también el ducado carintio junto con la Marca de Carniola de manos de Emperador Luis el bávaro como feudos Imperiales.

Austria propiamente dicha (abajo y arriba del río Enns), Austria Interior, y Austria Superior (Tirol y Vorarlberg)

Cuando el hijo de Alberto, Rodolfo IV de Austria, murió repentinamente en 1365 a la edad de 26 años, el Emperador Carlos IV traspasó el feudo a sus hermanos menores Alberto III y Leopoldo III, que iniciaron una disputa sobre el patrimonio de los Habsburgo. En 1379, finalmente se repartieron los territorios de Rodolfo por el Tratado de Neuberg entre ellos: la línea albertina senior gobernaría en el Archiducado de Austria propiamente dicha (a veces llamada Austria "Inferior" (Niederösterreich), aunque comprendía la actual Baja Austria y gran parte de la Alta), mientras la línea Leopoldina cadete gobernaría los ducados de Estiria, Carintia y Carniola, entonces agrupados bajo la denominación de "Austria Interior". En aquel tiempo su parte en el reparto comprendía también Tirol y las posesiones originales de los Habsburgo en Suabia, llamada Austria Anterior; ambas referidas como Austria "Superior" (Oberösterreich) en aquel contexto, .
Cuándo Leopoldo III murió en 1386 en la batalla de Sempach contra la Confederación Suiza, el patrimonio Leopoldino pasó a su hijo primogénito, el duque Guillermo el Cortés, quién a la muerte de su tío Alberto III en 1395 también reclamó el Archiducado de Austria contra el heredero e hijo único de Alberto, el duque Alberto IV. Ambas partes acordaron mantener lo aprobado en Neuberg, pero también gobernar de forma común las tierras de los Habsburgo. Por tanto, desde 1404 William actuó como regente para su sobrino menor Alberto V. Las tierras de Tirol y de Austria Anterior pasaron al hermano más joven de Guillermo, el duque Leopoldo IV el Gordo. Cuando Guillermo murió sin descendencia en 1406, la línea Leopoldina se dividió nuevamente entre sus hermanos más jóvenes: mientras Leopoldo IV asumió la regencia en Austria, los territorios austriacos Interiores pasaron a Ernesto el Férreo, mientras el Tirol y Austria Anterior fueron asumidos por Federico IV.
En 1457 la línea leopoldina recuperó el control sobre el arhiducado de Austria, cuando el hijo de Ernesto, Federico V de Austria Interior sucedió a su primo AlbertinoLadislao el Póstumo, muerto sin descendencia. 1490 vio la reunificación de todas las líneas de los Habusburgo, cuando el Archiduque Segismundo de Austria Anterior y Tirol abdicó a favor de Maximiliano, el hijo de Federico. En 1512, los territorios de los Habsburgo fueron incorporados a la Círcunscripción imperial.

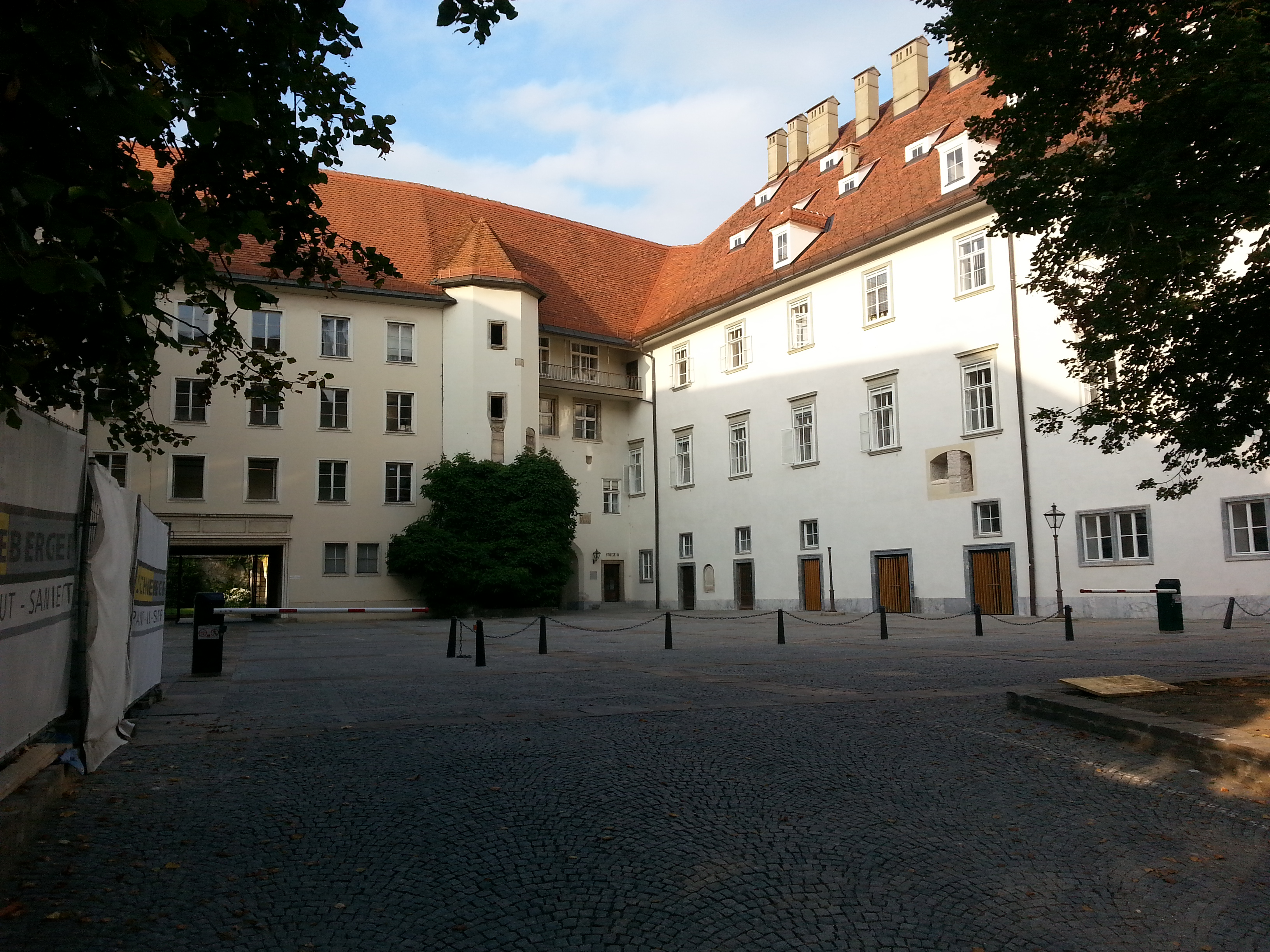
Graz Castillo, patio

No obstante, la dinastía se dividió nuevamente en 1564 entre los hijos del difunto Emperador Fernando I de Habsburgo. Bajo la línea de Austria Interior fundada por su hijo menor el Archiduque Carlos II, las tierras se convirtieron en un bastión de la Contrarreforma, encabezada con gran determinación por los Jesuitas. La rama cadete resurgió nuevamente cuando el hijo y sucesor de Carlos como regente de Austria Interior, el archiduque Fernando II, fue coronado Rey de Bohemia en 1617, Rey de Hungría en 1618, y finalmente sucedió a su primo Matías como Archiduque de Austria (como Fernando III) y Emperador del Sacro Imperio en 1619. Sus intenciones de implantar el absolutismo y las políticas contrarreformistas en la Corona de Bohemia desencadenaron la guerra de los Treinta Años.
La línea de Austria Anterior/Tirol del hermano menor de Fernando, el archiduque Leopoldo V sobrevivió hasta la muerte de su hijo Segismundo Francisco en 1665, después de la cual todos los territorios regresaron al control común junto al resto de las tierras de los Habsburgo. La administración política de Austria Interior fue centralizada en Graz en 1763. Los estatúder de Austria Interior siguieron gobernado hasta los días de la Emperatriz María Teresa en el siglo XVIII.

## Administración desde 1748
- Ducado de Estiria
  - Baja Estiria
    - Distrito de Graz:
    - Distrito de Marburg
    - Distrito de Cilli

  - Alta Estiria
    - Distrito de Bruck
    - Distrito de Judenburg
- Ducado de Carintia

Ducados de Estiria, Carintia, Carniola etc., mapa de 1657 de Joan Blaeu

  - Distrito de Klagenfurt (Baja Carintia)
  - Distrito de Villach (Alta Carintia)
- Ducado de Carniola
  - Distrito de Laibach (Alta Carniola)
  - Distrito de Adelsberg (Carniola Interior e Istria)
  - Distrito de Neustadtl (Baja Carniola)
- Condado Principesco de Gorizia y Gradisca
  - Distrito de Görz
- Ciudad Libre imperial de Trieste
  - Distrito de Trieste

## Gobernantes de Austria Interior

### Línea Leopoldina
| Nombre                           | Imagen | Nacimiento                                                                                 | Consorte | Muerte                                       |
| -------------------------------- | ------ | ------------------------------------------------------------------------------------------ | --- | -------------------------------------------- |
| Leopoldo III el Justo 1379–1386  |        | 1 de noviembre de 1351 Viena Cuarto hijo de Alberto el Sabio y Juana de Pfirt              | Viridis Visconti 23 de febrero de 1365 Viena Seis hijos                                                                                          | 9 de julio de 1386 Sempach 34 años           |
| Guillermo el Cortés 1386–1406    |        | c. 1370 Viena Primogénito de Leopoldo el Justo y Viridis Visconti                          | Juana II de Nápoles 13 de noviembre de 1401 Viena Sin descendencia                                                                               | 15 de julio de 1406 Viena 36 años            |
| Leopoldo IV el Gordo 1406–1411   |        | c. 1371 Viena Segundo hijo de Leopoldo el Justo y Viridis Visconti                         | Catalina de Borgoña 15 de agosto de 1393 Viena Sin descendencia                                                                                  | 3 de junio de 1411 Viena 40 años             |
| Ernesto el Férreo 1406–1424      |        | c. 1377 Bruck an der Mur Tercer hijo de Leopoldo el Justo y Viridis Visconti               | (1) Margarita de Pomerania 14 de enero de 1392 Bruck an der Mur Sin descendencia (2) Cimburgia de Masovia 25 de enero de 1412 Kraków Nueve hijos | 10 de junio de 1424 Bruck an der Mur 47 años |
| Federico V el Pacífico 1457–1493 |        | 21 de septiembre de 1415 Innsbruck Primogénito de Ernesto el Férreo y Cimburgia de Masovia | Leonor de Portugal y Aragón 16 de marzo de 1452 Roma Cinco hijos                                                                                 | 19 de agosto de 1493 Linz 77 años            |

### Línea de Austria Interior
| Nombre                                                                                            | Imagen | Nacimiento                                                                    | Consorte | Muerte                              |
| ------------------------------------------------------------------------------------------------- | ------ | ----------------------------------------------------------------------------- | --- | ----------------------------------- |
| Carlos II 1564–1590                                                                               |        | 3 de junio de 1540 Viena Cuarto hijo de Fernando I y Ana de Bohemia y Hungría | Maria Ana de Baviera 26 de agosto de 1571 Viena Quince hijos                                                                     | 10 de julio de 1590 Graz 50 años    |
| Fernando II 1590–1637 Bajo regencia de Ernesto de Austria (1590–1593) Maximiliano III (1593–1595) |        | 9 de julio de 1578 Graz Segundo hijo de Carlos II y Maria Ana de Baviera      | (1) María Ana de Baviera 23 de abril de 1600 Graz Siete hijos (2) Leonor Gonzaga 2 de febrero de 1622 Innsbruck Sin descendencia | 15 de febrero de 1637 Viena 58 años |